# Le supplice de Tantale
Le supplice de Tantale è un cortometraggio del 1902 diretto da Ferdinand Zecca.